# Charlie Schrein
Charlie Schrein (* 3. April 2007 in Bonn) ist ein deutscher Kinderschauspieler.

## Leben
Schrein ist der Sohn von Lothar Kittstein und Birte Schrein und lebt mit seiner Familie in Bonn. Seinen ersten Auftritt hatte er im 2018 erschienenen Film Aufbruch in die Freiheit, in der Rolle des Michael Gerlach. Außerdem spielte er in der ebenfalls 2018 erschienenen Fernsehserie Lifelines mit. Von ebenfalls 2018 bis 2019 für das Neo Magazin Royale in der Miniserie Young Böhmermann. Im September 2020 wirkte er im Theaterstück Volksfeind for future von Lothar Kittstein (nach Henrik Ibsen) am Düsseldorfer Schauspielhaus in der Rolle des Sohnes mit.

## Hörspiele (Auswahl)
- 2017: Hüseyin Michael Cirpici, Lothar Kittstein: Die Bestie stirbt (Lazarus) – Regie: Hüseyin Michael Cirpici (Original-Hörspiel – WDR)

## Filmografie (Auswahl)
- 2024: So weit kommt’s noch! (Fernsehfilm)